# Bannost-Villegagnon
Bannost-Villegagnon is een gemeente in het Franse departement Seine-et-Marne (regio Île-de-France) en telt 482 inwoners (1999). De plaats maakt deel uit van het arrondissement Provins.

## Geografie
De oppervlakte van Bannost-Villegagnon bedraagt 19,8 km², de bevolkingsdichtheid is 24,3 inwoners per km².
De onderstaande kaart toont de ligging van Bannost-Villegagnon met de belangrijkste infrastructuur en aangrenzende gemeenten.

## Demografie
Onderstaande figuur toont het verloop van het inwonertal (bron: INSEE-tellingen).

1. ↑  Populations de référence 2022.